# Rietumu-Delfin/Saison 2016
Dieser Artikel listet Erfolge und Fahrer des Radsportteams Rietumu-Delfin in der Saison 2016 auf.

## Erfolge in der UCI Europe Tour
In den Rennen der Saison 2016 der UCI Europe Tour gelangen die nachstehenden Erfolge.
| Datum          | Rennen                          | Kat. | Sieger            |
| -------------- | ------------------------------- | ---- | ----------------- |
| 28. August     | 2. Etappe Baltic Chain Tour     | 2.2  | Maris Bogdanovics |
| 26.–28. August | Gesamtwertung Baltic Chain Tour | 2.2  | Maris Bogdanovics |

## Zugänge – Abgänge
| Zugänge           | Team 2014                  | Abgänge                        | Team 2015                        |
| ----------------- | -------------------------- | ------------------------------ | -------------------------------- |
| Eriks Toms Gavars | Neoprofi                   | Krists Neilands                | Axeon Hagens Berman              |
| Maris Bogdanovics | Alpha Baltic - Maratoni.lv | Lars Pria                      | Pegasus Continental Cycling Team |
| David Galarreta   |                            | Valters Cakss                  | Alpha Baltic - Maratoni.lv       |
|                   |                            | Reijo Puhm                     | Unbekannt                        |
|                   |                            | Tomas Vaitkus                  | NASR-DUBAI                       |
|                   |                            | Andris Smirnovs                | Alpha Baltic - Maratoni.lv       |
|                   |                            | Karl-Arnold Vendelin           | Unbekannt                        |
|                   |                            | David Galarreta (bis 30. Juni) | Amore & Vita-Selle SMP           |

## Mannschaft
| Name              | Geburtstag        | Nationalität |
| ----------------- | ----------------- | ------------ |
| Uldis Alitis      | 25. Juli 1983     | Lettland     |
| Armands Bēcis     | 16. Januar 1991   | Lettland     |
| Artūrs Belevics   | 3. Februar 1996   | Lettland     |
| Maris Bogdanovics | 19. November 1991 | Lettland     |
| David Galarreta   | 2. Juli 1993      | Spanien      |
| Eriks Toms Gavars | 20. April 1997    | Lettland     |
| Deins Kanepejs    | 5. Oktober 1995   | Lettland     |
| Emīls Liepiņš     | 29. Oktober 1992  | Lettland     |
| Peeter Pruus      | 16. Juli 1989     | Estland      |
| Dimitri Sorokin   | 6. Juni 1982      | Russland     |
| Andris Vosekalns  | 26. Juni 1992     | Lettland     |